# Кринка (притока Молодої)
Кринка — річка в Білорусі, у Лельчицькому районі Гомельської області. Ліва притока Молодої (басейн Прип'яті).

## Опис
Довжина річки 12 км., похил річки — 2,2 м/км. Площа басейну 37,5 км².

## Розташування
Бере початок на північному сході від Буйновичів. Тече переважно на північний захід і впадає у річку Молоду, праву притоу Уборті.